# 洛内特河
洛内特河（法語：Launette，法語發音：[lonɛt]）是法国瓦兹省与塞纳-马恩省的河流，是诺内特河的左支流，长16.04千米。源頭位於海拔108米的马尔谢莫雷，河口位於方丹沙利斯。